# Rosabrust-Kuckuckstaube

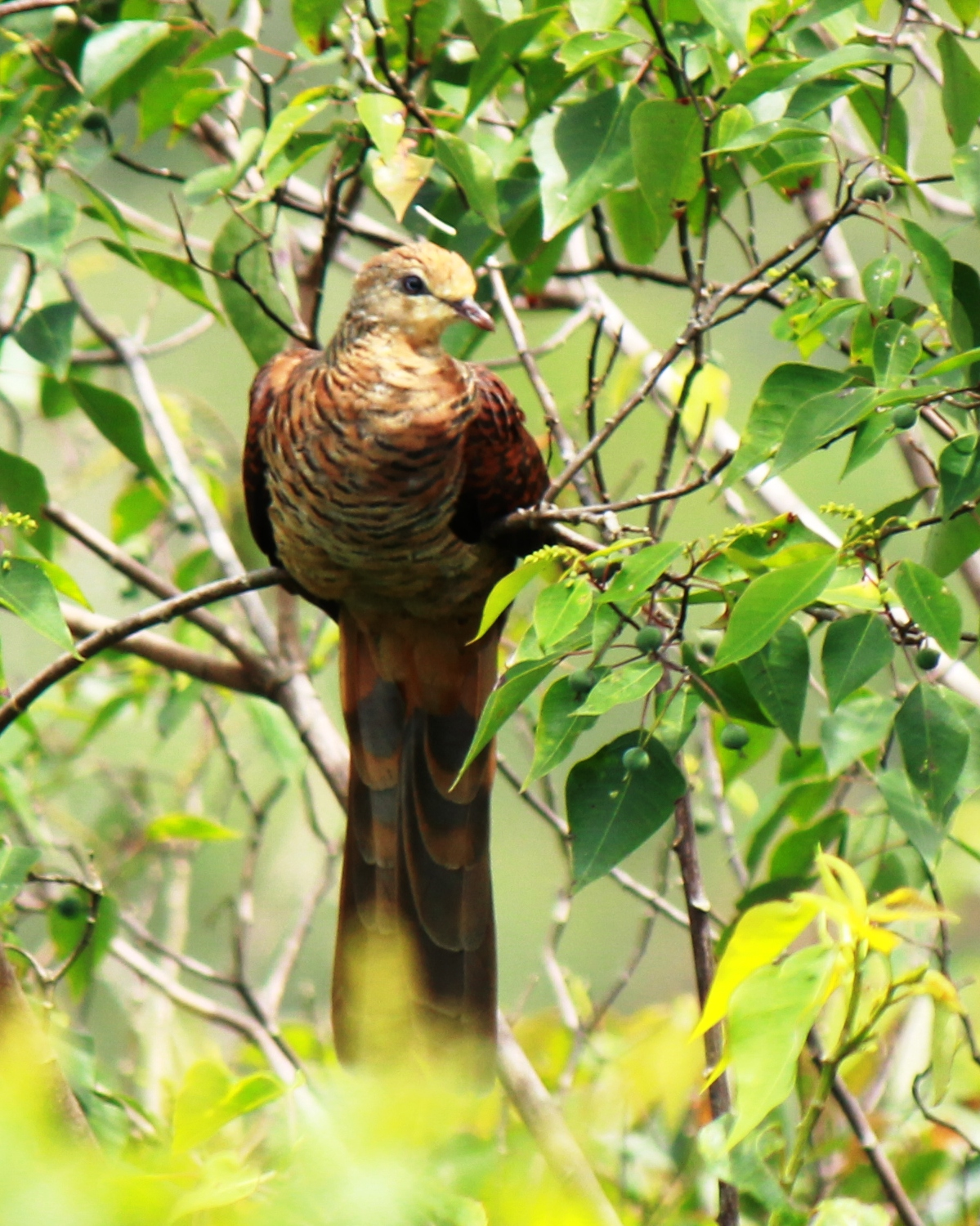
Rosabrust-Kuckuckstaube, Sulawesi

Die Rosabrust-Kuckuckstaube (Macropygia amboinensis), auch nur einfach Kuckuckstaube genannt, ist eine Art der Taubenvögel, die zu den Kuckuckstauben zählt. Sie gehört innerhalb dieser Gattung zu den großen Arten. Das Verbreitungsgebiet der Rosabrust-Kuckuckstaube sind Inseln der Wallacea sowie Neuguinea. Es werden zahlreiche Unterarten unterschieden, die zum Teil deutliche Unterschiede im Gefieder aufweisen und deren Verbreitungsgebiet zum Teil auf eine einzelne Insel beschränkt ist.
Die Bestandssituation der Rosabrust-Kuckuckstaube wird mit  (=least concern – nicht gefährdet) angegeben.

## Erscheinungsbild

### Körperbau
Die Rosabrust-Kuckuckstaube erreicht eine Körperlänge von bis zu 36 Zentimeter, wovon 17 bis 19,2 Zentimeter auf den Schwanz entfallen. Die Flügellänge beträgt 165 bis 187 Millimeter. Der Schnabel ist 14 bis 16 Millimeter lang. Das Gewichts liegt zwischen 107 und 179 Gramm. Sie weist den für Kuckuckstauben typischen Körperbau mit einem schlanken Körper und einem im Verhältnis zur Körpergröße langen, gestuften Schwanz auf.

### Männchen
Stirn, Ohrdecken und Gesicht des Männchens sind orange-braun und gehen in ein Rotbraun an Kinn und Kehle über. Der Scheitel ist etwas dunkler und glänzt grünlich. Der Mantel ist graubraun und glänzt je nach Lichtverhältnis grünlich bis violett. An den Halsseiten sowie im Nacken ist das Gefieder dunkel quergestreift. Die Flügel sind schwarzbraun, die Federn der Flügeldecken sind dunkel kastanienbraun gesäumt. Der Bürzel und die Oberschwanzdecken haben einen wärmeren Farbton als das übrige Gefieder auf der Körperoberseite.
Die Körperunterseite ist orangefarben, die Unterschwanzdecken sind kastanienbraun. Die Federn der Brust haben helle Federspitzen und davor ein schwarzes Querband, die Brust wirkt dadurch quergestreift. Die Iris ist grau oder blau mit einem roten, orangefarbenen oder gelben Ring. Der Orbitalring ist blaugrau. Der Schnabel ist braun bis schwarz.

### Weibchen
Stirn, Ohrdecken und Gesicht des Weibchens sind kastanienbraun ohne irisierende Federpartien. Die Ohrdecken sind leicht schwärzlich gefleckt, am hinteren Hals sind sie fein schwarz quergebändert. Wie beim Männchen hat das Gefieder des Bürzels einen wärmeren Braunton. Auf der Körperunterseite sind die Weibchen ausgeprägter zimtfarben als die Männchen.

### Jungvögel
Jungvögel ähneln den Weibchen, allerdings haben die Federn der Stirn und der Scheitelseiten eine schwarze Basis, dadurch wirkt das Kopfgefieder gefleckter.

## Verwechslungsmöglichkeiten
Die Rosabrust-Kuckuckstaube kann mit der Zwergkuckuckstaube verwechselt werden, die auf Neuguinea die gleiche ökologische Nische besetzt. Das Verbreitungsgebiet der beiden Arten überschneidet sich vor allem auf Neuguinea. Die Zwergkuckuckstaube ist allerdings deutlich kleiner und hat einen kompakteren Körperbau. Die Fuchsrote Kuckuckstaube kommt wie die Rossbrust-Kuckuckstaube auf einigen Inseln der Wallacea vor. Sie ist gleichfalls kleiner als die Rosabrust-Kuckuckstaube und das Brustgefieder ist fein gefleckt, nicht fein quergebändert wie bei der Rosabrust-Kuckuckstaube. Die Manadotaube ist deutlich dunkler mit einem weißlichen Gesicht. Die Rotbraune Reinwardttaube, die unter anderem auf Neuguinea vorkommt, ist deutlich größer und hat ein längeres Schwanzgefieder. Sie ist auf der Körperunterseite perlgrau bis weiß. Die Schwarze Reinwardttaube, die im Bismarck-Archipel vorkommt, entspricht in der Körpergröße der Rosabrust-Kuckuckstaube, hat aber einen weißlichen Kopf.

## Verbreitungsgebiet und Lebensraum

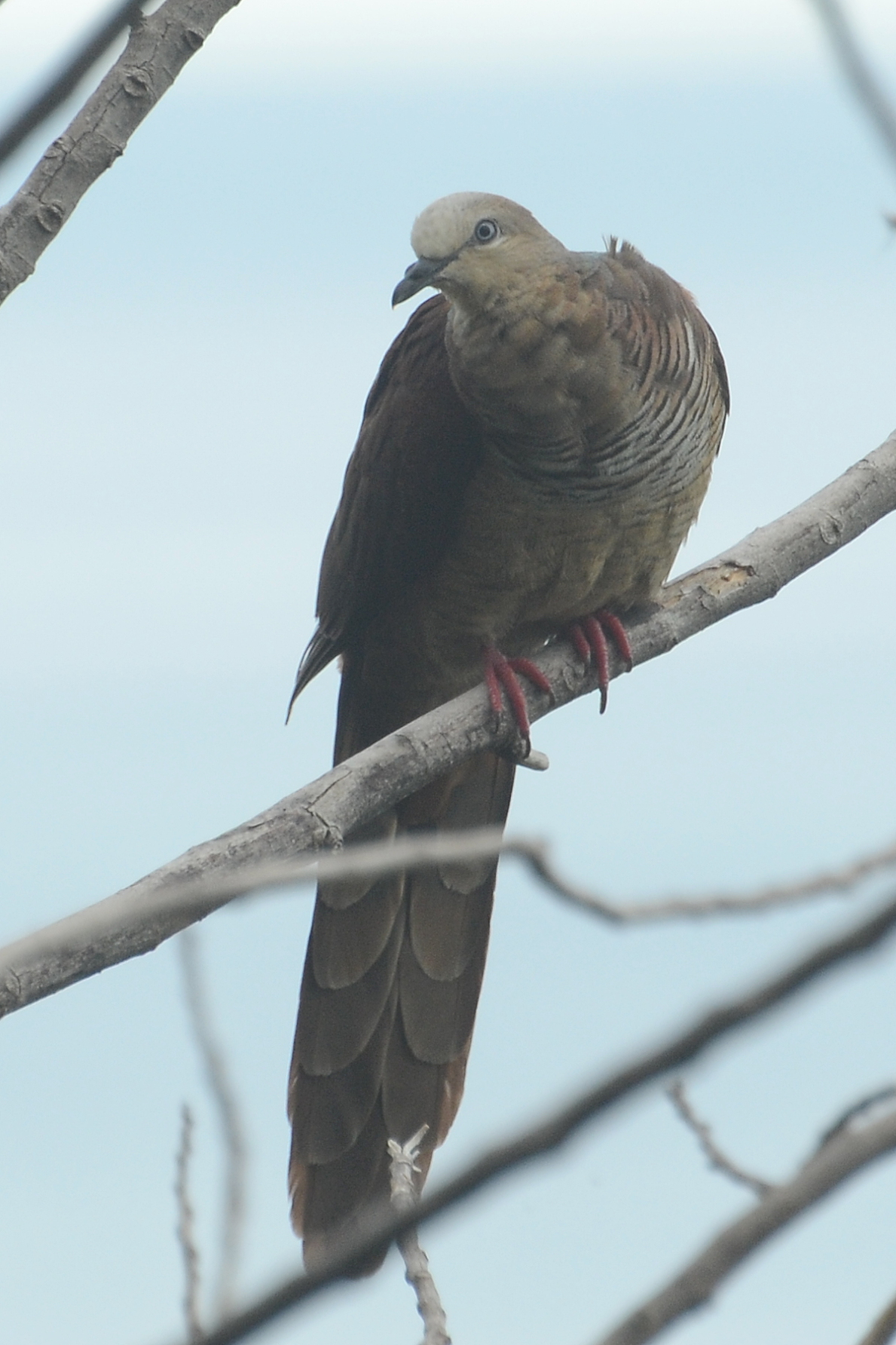
Rosabrust-Kuckuckstaube, Siau

Das Verbreitungsgebiet der Rosabrust-Kuckuckstaube erstreckt sich über zahlreiche Inseln der Wallacea und große Teile Neuguineas. Es werden insgesamt 18 Unterarten unterschieden, davon kommen folgende auf folgenden Inseln vor:
- M. a. sanghirensis Salvadori, 1876 – Talaudinseln und Sangihe-Inseln (Salibabu, Sangihe, Siau, Tahulandang, Ruang)
- M. a. amboinensis (Linnaeus, 1766) – Molukken: Buru, Seram, Ambon und Seram
- M. a. admiralitatis Mayr, 1937 – Admiralty Island
- M. a. carteretia Bonaparte, 1854 – Bismarck-Archipel, fehlt allerdings auf den Admiralitätsinseln
- M. a. keyensis Salvadori, 1876 – Kei-Inseln
- M. a. maforensis Salvadori, 1878 – Numfor
- M. a. griseinucha Salvadori, 1876 – Mios Num
- M. a. meeki Rothschild & Hartert, 1915 – Manam
- M. a. cinereiceps Tristram, 1889 – D’Entrecasteaux-Inseln.
- M. a. cunctata Hartert, 1899 – Louisiade-Archipel
- M. a. goldiei Salvadori, 1893 – Küste im Südosten von Neuguinea

Die Rosabrust-Kuckuckstaube besiedelt in diesem Verbreitungsgebiet Waldränder und lichte Primärwälder von den Tiefebenen bis in Höhenlagen von 1800 Metern. Auf den Inseln des Bismarck-Archipels ist sie häufiger in den Tiefebenen und Vorgebirgen als in Hochlagen anzutreffen.

## Lebensweise
Die Rosabrust-Kuckuckstaube kommt einzelgängerisch, paarweise oder in kleinen Trupps von etwa acht Individuen vor. Sie frisst ausschließlich Früchte und versucht fruchttragende Bäume gegen andere fruchtfressende Vogelarten zu verteidigen. Der Flug ist sehr schnell und direkt.
Die Fortpflanzungszeit variiert im Verbreitungsgebiet. Das Nest ist taubentypisch eine lose Plattform aus Ästen, das Gelege besteht aus einem einzelnen Ei.